# Артахей
Артахей (др.-греч. Ἀρταχαίης) — сын Артея, был ахеменидским инженером древней Персии, жившим примерно в V веке до н. э.

## Биография
Артахей считался самым высоким человеком в своей стране. Он был описан как «на четыре пальца меньше пяти королевских локтей». Невозможно с какой-либо точностью узнать, какая современная длина здесь имеется в виду, но большинство ученых сходятся во мнении, что она была где-то между семью и восемью футами.
Помимо своего роста, Артахей был наиболее известен своей архитектурой канала Ксеркса через полуостров у подножия горы Афон и своей прямой ролью в наблюдении за его строительством. Он умер, когда Ксеркс I был со своей армией на Афоне; и Ксеркс, который был глубоко опечален его потерей, устроил ему пышные похороны и приказал своей армии воздвигнуть курган для Артахея. Говорят, что этот курган был виден ещё в XIX веке. Во времена историка Геродота аканфиане, следуя оракулу, приносили жертвы Артахею как герою.
Геродот также упоминает пару полководцев, которые были сыновьями кого-то по имени «Артахеи», который, вероятно, и есть этот Артахей. Это были Артэнт, командовавший частью персидского флота, и Отасп, командовавший группой ассирийских солдат в армии.